# Primera Guerra de Kandy
La primera guerra de Kandy (1803-1805) fou un conflicte entre els britànics i els singalesos del regne de Uda Rata (anomenat Kandy pels britànics).
La guerra es va precipitar per les intrigues d'un ministre de Sri Vikrama Rajasinha, Pilimatalawe, que era proper als britànics i es va oferir a mostrar-los el camí sinuós de muntanya a través del centre de Sri Lanka fins a la capital.
El govern britànic va enviar dues forces separades al territori de Kandy - un, sota comandament del Major General Hay MacDowall, des de Colombo, i l'altra del coronel Barbut, des de Trincomalee. Aquestes forces incloïen el 51è regiments d'infanteria, el 19è Regiment de infanteria, els malais (musulmans) del 1er Regiment de Ceilan, el singalès segon regiment de Ceilan, i el tercer regiment mixt de singalesos i malais de Ceilan. A l'exèrcit de Kandy, almenys un contingent estava sota el comandament d'un príncep malai (i per tant musulmà) anomenat 'Sangunglo', i això dona idea sobre la naturalesa multiètnica del regne muntanyós. Després d'un violent combat la força britànica va trobar Senkadagala (Kandy) abandonada al febrer de 1803. Es va establir ràpidament una guarnició, coronant com a nou rei titella a Muttusami, i els britànics es van dedicar a dominar la resta del regne.
Malgrat aquests èxits inicials de l'exèrcit, aviat van sofrir una sèrie de revessos. El ministre principal responsable de guiar els britànics a Kandy havia inflat en gran manera el grau d'impopularitat del rei, i la resistència es va demostrar ferotge. Els singalesos van recórrer a una guerra de guerrilles (la mateixa tàctica que havien adoptat contra els portuguesos i els holandesos) i van demostrar ser difícils de desallotjar. Les malalties es van escampar a la guarnició que havia quedat a Senkadagala per garantir la capital. Potser el més preocupant, una sèrie de sepoys nadius es van passar als singalesos, incloent un soldat d'ascendència malaia anomenada 'William O'Deen' o 'Odeen', qui anys més tard es va convertir en el primer singalès exiliat a Austràlia.
Els singalesos van contra-atacar al març i es van apoderar de Senkadagala. Barbut va ser fet presoner i executat, i la guarnició britànica aniquilada; un sol home, el cap George Barnsley de la 19 d'infanteria, va sobreviure per explicar-ho (encara que altres fonts situen el nombre de supervivents a quatre). Mentrestant l'exèrcit britànic en retirada va ser derrotat a la vora del riu Mahaweli que baixava crescut, deixant només quatre supervivents.
Tot i aquest revés els britànics encara romania mestres indiscutibles de les terres que posseïen, com la desastrosa contra-campanya dels singalesos a finals d'any va demostrar. Equipat amb un grapat de canons capturats l'exèrcit de Kandy va avançar a través dels passos de muntanya fins a la ciutat de Hanwella. Aquí l'exèrcit va ser completament derrotat per la superior potència de foc britànica, obligant a Sri Vikrama Rajasinghe a fugir de nou a les muntanyes. Una rebel·lió general que havia esclatat en territori britànic en assabentar-se de la invasió singalesa, va ser suprimida.
Frederick North, governador de Ceilan (1798-1805), va mantenir la pressió a la frontera de Kandy amb nombrosos atacs; el 1804 va enviar una força sota comandament del capità Arthur Johnson cap a Senkadagala. En un patró que havia quedat clar en els últims dos-cents anys més o menys, els singalesos un cop més van derrotar els britànics en el territori muntanyós. El 1805, encoratjat pels seus èxits, van capturar Katuwana, una ciutat fronterera. Això i la victòria 1803 a la batalla del Mahaweli, serien els darrers èxits militars significatius de Kandy.
Encara que cap tractat va ser signat oficialment per posar fi a la primera guerra de Kandy, la designació del general Thomas Maitland com a governador de Ceilan en 1805 és generalment acceptada com el final d'aquesta primera fase de les hostilitats obertes.